# Puntlandia
Puntlandia, oficialmente conocido como Estado de Puntlandia de Somalia (en somalí, Maamul Goboleedka Buntlaand ee Soomaaliya; en inglés, Puntland State of Somalia), es un estado proclamado autónomo de Somalia. Ocupa el extremo del llamado Cuerno de África, al noreste del territorio somalí y al este de la autoproclamada República de Somalilandia.
Puntlandia, a diferencia de Somalilandia, formaba parte de la Somalia italiana en la época colonial, pero la desintegración del Estado somalí, en el que no hay gobierno central efectivo, y la atroz guerra civil, ha traído como consecuencia que cada región sea controlada por señores de la guerra. Puntlandia tomó esta decisión en 1998, está en uno de los puntos geográficos más estratégicos del mar Rojo y el océano Índico. No ha sido reconocido por ningún país, ni por organización internacional alguna. Además, desde su creación, Puntlandia tiene conflicto con la también separada Somalilandia, por zonas fronterizas y así como los clanes del resto de Somalia. Al mismo tiempo Puntlandia sigue considerándose parte de Somalia con la autoimpuesta obligación de restaurar y mantener la unidad de Somalia con base en un sistema federal.

## Demografía
La nación somalí, repartida entre varios países, se compone de tres grupos sociales: los pastores nómadas; los agricultores sedentarios; y los habitantes de ciudades. La nación somalí se divide en grupos de clanes confederados: Digil, Rahanweyn (agricultores), Dir, Issaq, Hawiye y Darod (pastores), a su vez divididos en clanes y sub-clanes. En Puntlandia predomina la confederación Darod. Existen también aquellos de estatuto inferior que realizan tradicionalmente trabajos no deseados para los pastores, como los Yibro, Tumuaal y Midgo, y los que hablan lenguas exteriores (los que hablan munshungulu y oromo por ejemplo).
En las colinas y montañas llamadas ogo y golis se cultiva el árbol del incienso cuyo comercio viene dándose desde hace siglos. Puntland es la tierra por excelencia del incienso, que puede ser considerado su producto más típico.

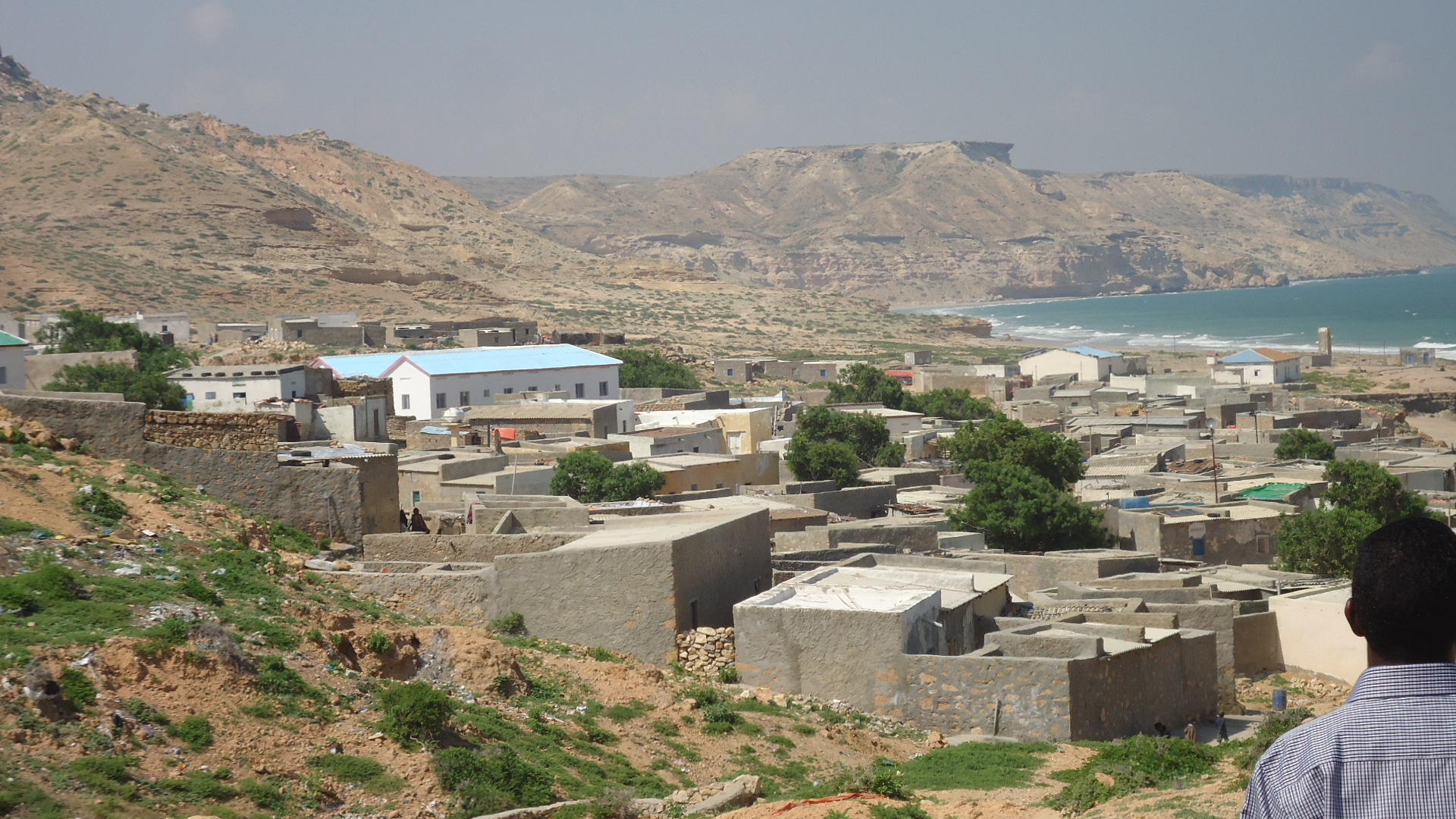
Benerbayla, población costera de Puntlandia

## Historia
Los egipcios dieron el nombre de Punt a la región del cabo Guardafui, límite occidental del canal Guardafui. Los relieves que decoran los muros del templo en Deir el-Bahari muestran una expedición naval egipcia al País de Punt organizada por Hatshepsut, reina gobernante y regente con Tutmosis III (Dinastía XVIII). Se enumeran los productos de la tierra: oro, incienso, marfil, pieles de leopardo, plumas de avestruz, ébano entre otros productos de la época. Aparecen otras menciones egipcias del País de Punt, que fue tributario del Imperio egipcio durante la XVIII dinastía y cuyos distritos tienen analogías con lugares del actual Puntland. El País de Punt es mencionado también en la Biblia.
El país fue conocido por griegos y romanos, que desarrollaron el comercio. Algunos rituales religiosos exigían el uso de incienso y mirra, y el primero de estos recursos se encontraba abundantemente en Puntlandia, y también diversas variedades de mirra, que eran originarias de la zona. El periplo del Mar Eritreo (50 d. C.) cita diversas ciudades de la costa de Somalia: Ayalites (Assab?); Malao (Berbera), Mundi (Heis), Mosyllon (Bandar Kassim?), Akannai (Álula?). Plinio el Viejo menciona «el Puerto y el promontorio de las especies Barbaroi», refiriéndose al cabo Guardafui.
Más tarde llegaron los árabes. El primer viajero del que queda constancia es Al Khwarizmi (847). Los viajeros árabes mencionan escasamente de Bilad al Barbara (o Barabra), es decir el Norte y Noreste de Somalia, aunque consta que comerciaban allí con marfil, oro y esclavos, en cambio, el comercio de incienso y mirra había cesado. El chino Tuang Cheng Shih menciona la costa somalí bajo el nombre de Po-pa-li, más tarde mencionada como Chu Ju Kua bajo el nombre de Pi-pa-lo, como dividida en cuatro distritos (informaciones probablemente basadas en una obra de Chu Chu Fei de 1178), y se citan como productos de la zona los camellos, ámbar gris, marfil, goma de styrax, mirra, caparazones de tortuga, collares de perlas, incienso, avestruces, jirafas y cebras.
Los primeros establecimientos musulmanes se han datado en el siglo VIII y aunque fueron inicialmente pequeños enclaves, el islam se extendió con facilidad, estando islamizadas las poblaciones en el siglo XII o XIII. Las principales ciudades constituyeron pequeños estados comerciales, pero solo constan hallazgos arqueológicos, y no ha quedado rastro escrito. En el noreste probablemente no se desarrolló ningún estado, pues no existen hallazgos de monedas, y la vida pastoril del territorio debió continuar durante siglos. Son los árabes los que dan a los habitantes del país el nombre de somalís. La tradición atribuye el origen de los somalís a Akil ben Abu Talib, primo de Mahoma.
Toda la región estaba bajo influencia musulmana en el siglo XIII, la cual se extendía desde la zona al oeste del cabo Guardafui (en el norte) hasta Merca (Marka), capital del dominio de los somalíes Hawiyya. Los Hawiyya de Merca, mezclados con emigrantes árabes, dieron origen en el siglo XV, a la dinastía Ajuran, que gobernó la zona del río Shebelle. Más al norte de Merca se sitúa Mogadiscio, la cual constituía una ciudad-estado. Más al norte estaba Obbia (Hobyo), donde se creó un sultanato surgido igualmente de la fusión de árabes y somalíes; otro sultán ejerció la hegemonía en la actual Puntlandia.
Los portugueses empezaron a frecuentar estas costas en el siglo XVI, y consideraron el territorio bajo su jurisdicción, pero la presencia portuguesa fue muy escasa. En 1516, los portugueses llegaron hasta Zeila, y poco después los otomanos empezaron a disputarles la influencia en la región.
Desde 1698 (tras el sitio victorioso de Mombasa) los sultanes yarebitas de Omán y Mascate se establecieron permanentemente en la costa africana y arrebataron a los portugueses todos sus asentamientos, en un proceso que concluyó entre 1728 y 1729. La dinastía Al Busaid de Omán y Mascate se inició en 1741 y dio un impulso decisivo a la colonización de la costa africana. Fue en esta época en la que la ciudad de Mogadiscio, el sultán de Obbia, el sultán de Mijurtin y otros poderes locales reconocieron la soberanía de los sultanes de Omán y Mascate, que hasta entonces era más bien nominal.

### SigloXIX
En 1803 el sultán de Omán y Mascate se alió con Inglaterra y combatió a los wahabitas del Nejd. En 1840 el sultán Sayyid Said trasladó su capital a Zanzíbar y el dominio zanzibarí se hizo más efectivo, aunque nunca sobrepasó la zona costera. En 1858 la dinastía Al Busaid se fraccionó en una rama africana (que dio origen a la casa real de Zanzíbar) y otra que gobernó en Omán con residencia en Mascate. Los Al Busaid usaban bandera lisa roja (que persistió en Zanzíbar hasta 1963) cuyo uso se extendió por toda la costa africana Oriental desde Tadjurah hasta Mozambique y las Comores. Gran Bretaña reconoció la independencia de Zanzíbar en 1856.
Las exploraciones europeas en la costa se iniciaron en 1833 con Owen y Butler, a los que siguieron Carless, Grieve y Selby (1837–38). El Capitán Guillain de la Marina francesa exploró la zona en 1848 y luego el capitán Fleuriot de Langle al mando de la Cordelière (1861). Las investigaciones etnográficas se iniciaron anteriormente en el interior por Salt (1809) y el teniente Smee (1811), y sobre todo con Antonio de Abadie que recopiló mucha información (1838–41). En 1883 se menciona al Sultán de Guelidi, que retuvo prisionero al explorador Jorge Revoil. Los británicos se establecieron en el Norte de Somalia en 1887, al tiempo que Leonce Lagarde era nombrado gobernador francés en Obock. Los etíopes ocuparon Harrar en el mismo año 1887.
La penetración italiana se inició en 1886 por una compañía comercial que arrendó un territorio al sultán de Obbia (Hobyo) que fue llamado Benadir. Las actividades esclavistas de la compañía se consideraron inconvenientes, e Italia decidió su penetración directa, comprando los derechos de la compañía y firmando un Tratado con el Sultán de Obbia en 1889. El sultán utilizaba la bandera roja propia del sultán de Zanzíbar, cuya influencia en la zona estaba en decadencia frente a la penetración europea.
De acuerdo a lo dicho, en dicho año 1889 el Benadir fue adquirido por Italia, y el sultán de Obbia quedó bajo el protectorado italiano; el Puntland sin embargo, quedó fuera de la esfera de influencia italiana bajo el sultán de Mijirtuni, feudatario del sultán de Zanzíbar. En 1890, Zanzíbar fue reconocido protectorado británico a cambio de la cesión de Helgoland, renuncia a Madagascar y otros acuerdos. Consecuencia del establecimiento del protectorado fue la limitación del sultán de Zanzíbar en sus derechos en la costa africana de Somalia, Kenia y Tanganika, que se repartieron entre Italia, Gran Bretaña y Alemania. Italia y Gran Bretaña pagaron arrendamiento al sultán y Alemania compró sus derechos. En 1892 el protectorado italiano se extendió al norte (al Sultanato de Mijurtini) tras un acuerdo con el sultán de Zanzíbar abarcando entonces el actual Puntlandia.
El sultán de Mijurtini, que dominaba esencialmente el actual Puntland, reconoció el protectorado italiano el mismo año pero de hecho la región no quedó pacificada hasta los años veinte tras la derrota de Mullah. El sultán Osman Mahmud de Mijurtini (o Mijertin) utilizaba, como el de Obbia, la bandera roja lisa. La residencia del sultán era Bergal, pero el comisario italiano se estableció en Álula (Caluula).
Las posesiones del sultán comprendían desde Bender Ziada en el Golfo de Adén al Cabo Gabee o Ras Maber, en el Océano Índico. Al oeste se extendían las posesiones británicas (durante años dominadas por el líder nacionalista Mullah, llamado por los británicos "El Loco"). Al Sur quedaban los dominios del sultán de Obbia, Alí Yusuf. Mogadiscio era posesión directa italiana integrando una parte de la colonia llamada de Benadir, dividida en tres distritos: el comisariado de Xuddur (en la frontera con Abisinia y hasta el Océano Índico en la zona de El Gabobe), distrito o comisaría del Juba (ital. Giuba) con capital en Brava; y la región o comisaría del río Shebeli con capital Mahaddli. Más tarde, en 1925, por cesión de Gran Bretaña, se le incorporó la región del Transjuba (ital. Oltre Giuba) con capital en Kismayu (ital. Chisimaio).

### SigloXX
Todo el territorio quedó bajo la autoridad de un gobernador asistido por un secretario general. Las fuerzas militares en el país comprendían 56 oficiales italianos y 2500 soldados indígenas.
Los límites de la Somalia italiana fueron fijados en diversos tratados: con Abisinia (16 de mayo de 1908), con Gran Bretaña en la zona de la Somalia británica (British Somaliland) (1915) y en la zona con Kenia (que incluyó la incorporación a los dominios italianos del Oltre Giuba (Jubaland), según tratado de 1 de junio de 1925).
El 1 de junio de 1936 se creó con Somalia, Eritrea y Etiopía la colonia del África Oriental Italiana. Somalia adquirió el Ogadén, segregado de Etiopía. El gobernador y el secretario general colonial de cada una de las colonias que componían el África Oriental Italiana estaban bajo la autoridad de un virrey.
La situación se prolongó hasta la Segunda Guerra Mundial. En 1940 los italianos ocuparon la Somalia británica que fue agregada a la Somalia italiana. Avanzado 1941, con la contraofensiva aliada, Somalia y toda el África Oriental Italiana fue ocupada por los británicos y permaneció bajo administración militar hasta 1950. El Ogadén fue reintegrado a Etiopía en 1948 cuando las Naciones Unidas asumieron el mandato internacional sobre Somalia, en la cual, de facto, persistió la administración británica.
El 10 de noviembre de 1949 las Naciones Unidas confiaron el Mandato fideicomisario del Territorio a Italia por diez años. Italia asumió el control en 1950.
Poco después se creó el primer Consejo territorial consultivo, cuya primera reunión tuvo lugar en Mogadiscio en 1951. En este periodo se usó la primera bandera propia de Somalia, que aparece en una serie de sellos de correo de 1951 aunque prácticamente indistinguible. La bandera era probablemente roja con el emblema del territorio: dos medias lunas enfrentadas con una estrella en el centro. Las dos medias lunas simbolizarían los dos sultanatos y la estrella a la nación somalí.
El 12 de octubre de 1954, Somalia (la zona de mandato italiano) adoptó una bandera nacional. Consistió en bandera de color azul claro, propio de la ONU (en cuyo nombre se ejercía el fideicomiso) con una estrella blanca de cinco puntas en el centro, representando las cinco regiones habitadas por somalíes: Kenia, Yibuti, Etiopía, Somalilandia y la propia Somalia ex-italiana.
El 1 de julio de 1960, Somalia fue reconocida independiente. La Somalilandia británica (que se había independizado cuatro días antes) se unió en virtud de acuerdos previos a la nueva república y se constituyó la República de Somalia, adoptándose para el nuevo estado la bandera ya existente desde 1954 (adoptada también en el Somaliland ex-británico desde el 26 de junio de 1960). El primer presidente fue Aden Obdullah Osman.
La vida independiente de Somalia vino marcada por la cuestión nacional: de una parte un fuerte nacionalismo instigaba la guerra contra Etiopía para recuperar el Ogadén, donde habitaban somalíes. De otro las fuerzas centrífugas interiores se mostraban insatisfechas con el Estado unitario, por las diferencias regionales existentes. En 1964 hubo una primera guerra con Etiopía. Grupos somalíes (los Shiftas) efectuaron durante los años sesenta y setenta incursiones en territorio de Kenia.
En 1967 fue elegido presidente Abdirashid Ali Shermarke el cual fue asesinado por un policía en 1969. Le sucedió el presidente de la Asamblea Nacional Sheikh Mukhtar Muhammad Husaid pero a los cinco días un golpe militar llevó al poder al general comunista Mohamed Siad Barre. El país fue rebautizado República Democrática de Somalia. No cabe negar los logros del régimen de Barre, con fuerte apoyo soviético. Pero en 1977 una nueva aventura en Etiopía, en apoyo del Frente de Liberación de Somalia Oriental, obligó a los soviéticos a optar entre Barre o Menguistu Haile Mariam de Etiopía. La URSS y Cuba apoyaron al segundo y Barre rompió relaciones con su antiguo protector y se alió a los Estados Unidos. Desde diciembre de 1979 se promulgó una nueva constitución y se estableció el régimen de partido único, siendo el partido dirigente el Partido Socialista Revolucionario Somalí (PSRS) dirigido por el propio Barre, quien pasó de presidente del Consejo revolucionario a Presidente de la República.
La resistencia empezó en 1980. En 1981 inició sus acciones el Frente de Salvación de Somalia. El estado de emergencia estuvo vigente de 1980 a 1982. En 1982 se reanudó la guerra fronteriza con Etiopía que persistió hasta 1988. Barre fue reelegido como presidente en 1986.
En 1987 Ali Samatar asumió el cargo de primer ministro y Hadji Muhammad el de secretario adjunto del PSRS. La paz con Etiopía de 1988 puso fin al apoyo prestado por el régimen etíope a los Issaq, que integrando el Movimiento Nacional Somalí, combatían por el restablecimiento de la independencia de Somalilandia (en cuya región habitaban). Las fuerzas gubernamentales recobraron la zona de Hargeisa-Burao-Berbera, provocando el éxodo de 300.000 issaq hacia Etiopía, mientras que se desorganizaba la distribución de ayuda a los 800.000 etíopes refugiados en Somalia. La falta de alimentos provocó disturbios ya en 1988 que hubieron de ser reprimidos por la policía de Barre.
En 1989 el ministro de defensa, general Nur, fue destituido, y poco después arrestado. Los militares de la etnia Ogadení, la misma que Nur, se rebelaron y crearon el Movimiento Patriótico Somalí, en el sur. Otro grupo creó el Ejército Nacional Somalí en el centro donde operaba un tercer grupo llamado Congreso de la Somalia Unificada (dominado por el Clan Hawiye). El MNS recobró desde 1990 todo el norte del país excepto las grandes ciudades.

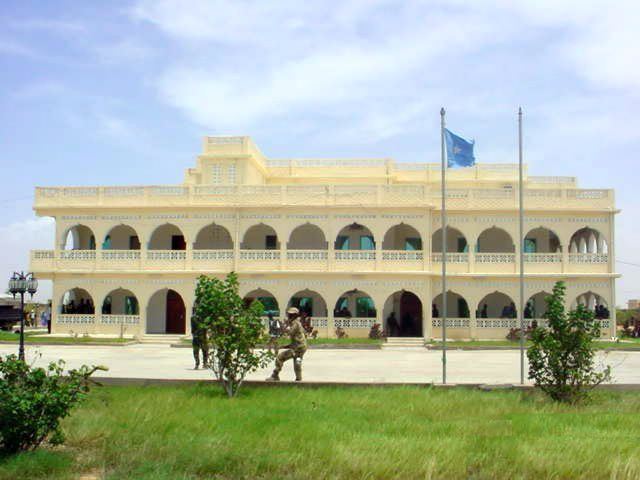
residencia presidencial, en Garowe, capital de Puntlandia.

### Establecimiento de Puntlandia
En enero de 1991, Barre, al que solo apoyaba el clan Marehan, huyó del país. Ali Mahdi Muhammad, del CSU, se autoproclamó presidente no siendo aceptado por otros líderes, sobre todo por Mohamed Farrah Aidid, del Ejército Nacional de Somalia (Marehan), reiniciándose la guerra civil. El 18 de mayo de 1991 el Norte de Somalia (Somalilandia), dominado por los Issaq del MNS, se proclamó independiente.En esta situación los Majeerteen del Noreste intentaron establecer un gobierno regular que preservara su región de las luchas y la desorganización. Después de 1997 el estado consiguió establecer instituciones democráticas y una administración organizada, culminando con el establecimiento del Estado de Puntlandia en 1998.

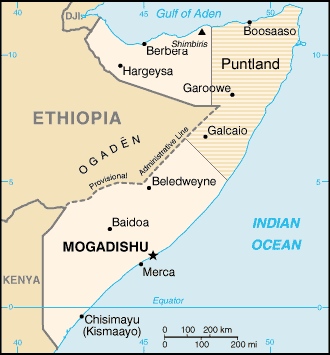
Mapa de Somalia que muestra al estado autónomo de facto de Puntlandia.

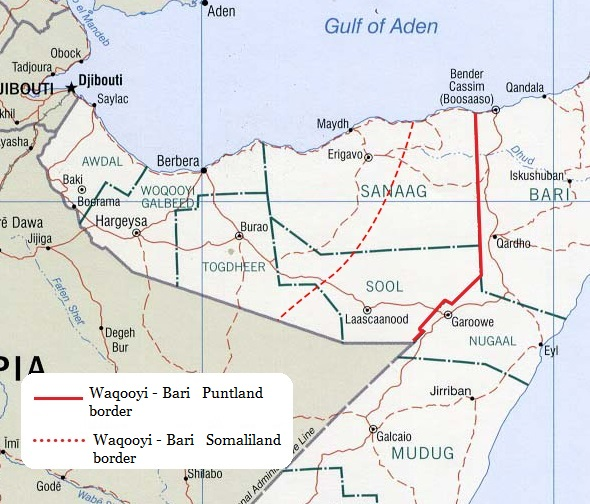
Reclamaciones fronterizas.
Línea roja: frontera entre Somalilandia y Puntlandia de acuerdo con Somalilandia.
Línea roja punteada: frontera de Somalilandia y Puntlandia de acuerdo con Puntlandia.

El 13 de julio de 1998 los líderes de diversas facciones (Husayn Muhammad Aydid, Ali Mahdi Muhammad, Uthman Hasan Ali, alias Uthman Ato, y Muhammad Qanyareh Afrah) establecieron un acuerdo de 7 puntos en Mogadiscio por el cual se formó el Alto Comité para la Administración de Benadir dirigido por dos presidentes Husayn Muhammad Aydid y Ali Mahdi Muhammad, y dos vicepresidentes, Uthman Hasan Ali, alias Uthman Ato, y Muhammad Qanyareh Afrah. El Alto Comité velaría por los intereses de la región de Benadir y decidiría sobre todos los asuntos regionales, incluso formulando leyes y dictando órdenes. La región de Benadir tomaba fuerza legal desde el 18 de julio de 1998 y se abrían el puerto y aeropuerto de Mogadiscio. Tras este acuerdo sobre Benadir se hizo público el acuerdo de los clanes del Noreste de Somalia, a través de una reunión de 450 delegados celebrada en los últimos dos meses en Garowe, en el distrito de Nugal (15 de mayo a 18 de julio), para la creación de una región autónoma que constituía una nueva fase del proceso iniciado en 1991. Todos los delegados pertenecían a los clanes o subclanes Darods de Majerteen, Dulbahanti, Warsangeli, Lelcase y Awrtable.
El viernes 24 de julio de 1998 la BBC anunciaba esta decisión, y adelantaba que el nombre elegido para el nuevo poder regional sería Puntland o bien Tierra del Incienso (Frankincense Land) que es el principal de sus productos. Finalmente se optó por Puntland.
Puntlandia comprende aproximadamente la antigua provincia de Bari. La capital es Garowe pero no es la ciudad más importante, que es Bosaso en la costa Norte. Algunas zonas consideradas incluidas en Puntland se encuentran bajo el control del gobierno de Somaliland.
La agencia France Press comunicaba el mismo día que las facciones de Noreste habían elegido presidente del gobierno autónomo al Coronel Abdullahi Yussuf Ahmed, del Frente democrático de Salvación de Somalia (presidido por el general Mohamed Abshir Musa), y a Mohamed Abdi Hashi del Partido Unido de Somalia como diputado-jefe. El influyente jefe del clan Majerteen, Abdullahi Boqor Musa, hijo del último Sultán Bokor Musa, y que presidió el Congreso de las facciones del Noreste, no participó en la reunión final en un posible episodio de las luchas por el poder regional. Personas próximas a Musa habían advertido de una fisura si un grupo nombraba su líder propio al frente del nuevo poder regional.
En una conferencia de prensa los dos líderes de la principal facción de la región, General Mohamed Abshir Musa y Abdullahi Boqor Musa, del Frente democrático de Salvación de Somalia denunciaron el acuerdo. Parte de la oposición de los dos líderes es la desconfianza hacia el coronel Yussuf y el establecimiento de la capital en Garowe en lugar de la ciudad de Bossaso. No obstante reconocieron que la Conferencia apoyó a Yussuf. Sin embargo se produjeron incidentes en Bossaso, reclamando la capitalidad. Finalmente se acordó el traslado de la capital a Bossaso.
Se creó un Parlamento de 69 diputados y se anunció un gobierno de 9 miembros cuya composición quedaría establecida en el plazo de 45 días.

### Hechos recientes
Puntlandia comenzó a experimentar malestar político en el 2001 cuando el presidente Abdullahi Yusuf Ahmed quiso que su mandato fuera prolongado. Ahmed y Jama Ali Jama lucharon por el control del estado, que Ahmed ganó en 2002. Ahmed sirvió como presidente hasta octubre de 2004 cuando lo eligieron presidente del Gobierno Transicional de Somalia. Fue sucedido por Muhammad Abdi Hashi, que gobernó hasta enero de 2005 cuando fue rechazado para la reelección por el parlamento, que eligió al general Mohamud Muse Hersi ("Adde"). En diciembre de 2004 Puntlandia sufrió daños serios durante el tsunami que siguió al terremoto del Océano Índico. Se ha acusado a la comunidad internacional de no hacer caso de Puntlandia y de otras áreas africanas donde el tsunami causó grave daño.
En noviembre de 2006, la Unión de Cortes Islámicas de la vecina Somalilandia capturó Bandiiradley, un asentamiento ubicado estratégicamente cerca de la frontera de Puntlandia con Mudug. Sin embargo, un portavoz del señor de la guerra Abdi Hassan Awale Qeybdiid afirmó que sus tropas sólo habían hecho una retirada táctica de la zona. Mohamed Mohamud Jama, un portavoz de los tribunales islámicos basado en Mudug, anunció la intención de marchar sobre Gaalkacyo, parte de la cual es reivindicada por Puntlandia. Hasta ahora, los tribunales han evitado hacer incursiones en Puntlandia. Ese mismo mes, el general Adde anunció que gobernaría según la ley islámica, pero de una manera diferente de la de los tribunales islámicos con el fin de evitar "politizar la religión." Adde luego anunció que Puntlandia se opondría a cualquier ataque realizado por las Cortes Islámicas.
Las tensiones entre Puntlandia y Somalilandia estallaron en un encuentro violento, en octubre de 2006.
El 23 de diciembre de 2009, el parlamento aprueba la nueva bandera.

## Comunicación
La emisora de radio estatal es Radio Gaalkacyo, antes llamada Radio Free Somalia.